# Gambseiche

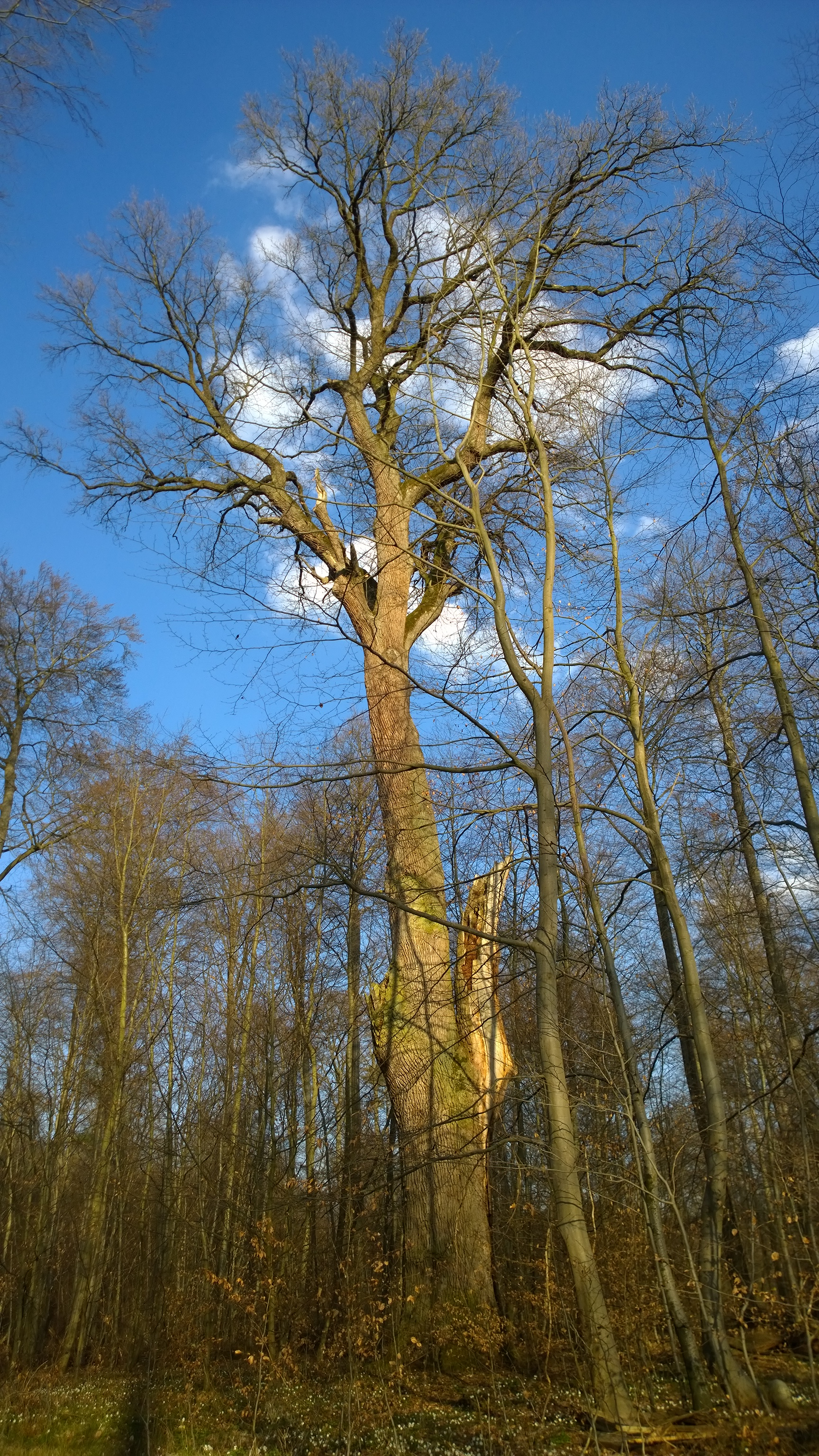
Die Gambseiche im Dieburger Forst im März 2017

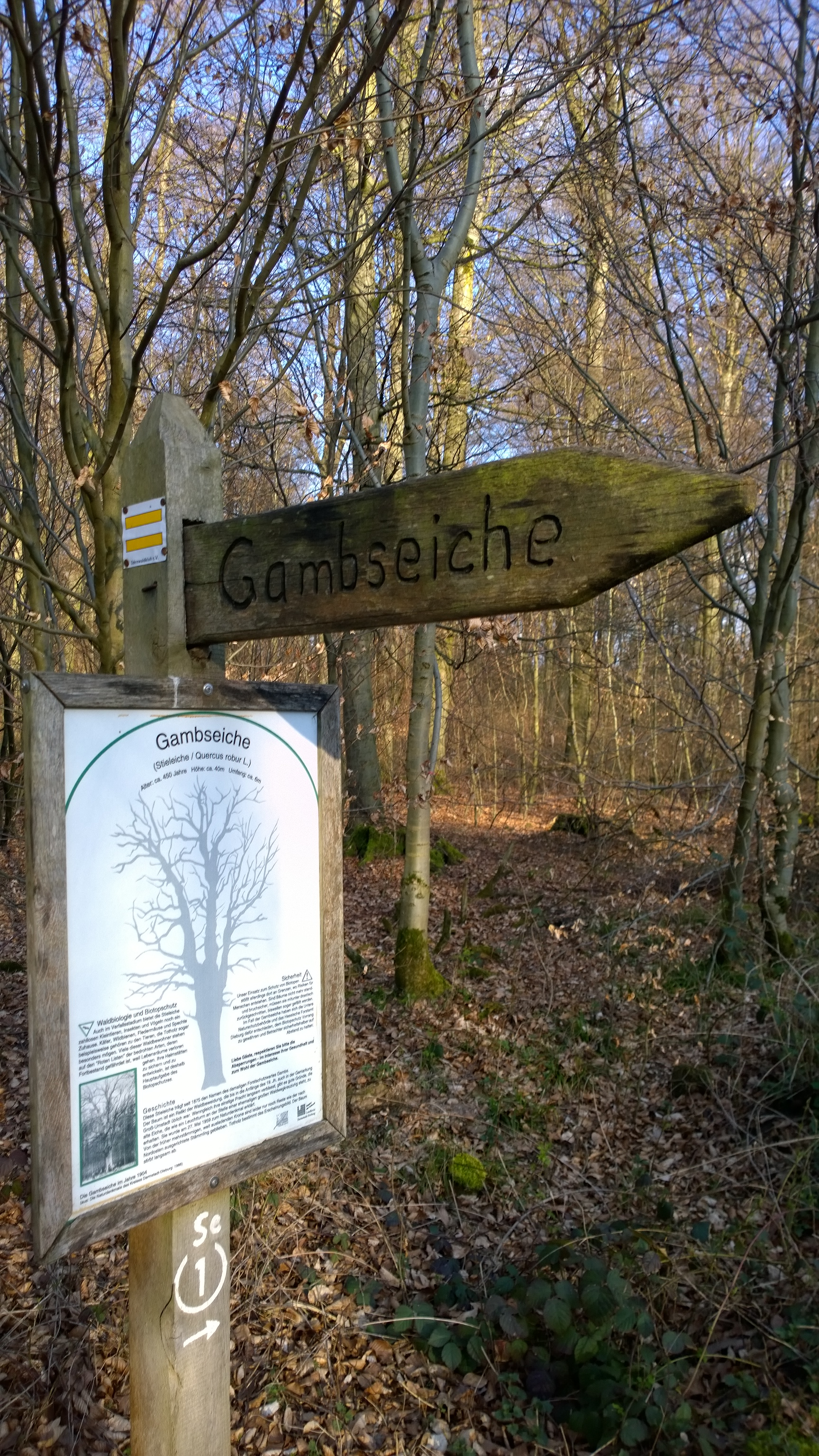
Wegweiser zum ND am Waldweg von Altheim nach Richen

Die Gambseiche war eine markante Stieleiche, die im zwischen Groß-Umstadt und Dieburg gelegenen Dieburger Forst auf Semder Gemarkung im Landkreis Darmstadt-Dieburg in Südhessen stand, ein Relikt der Waldbeweidung war und seit 1932 als Naturdenkmal ausgewiesen ist.

## Standort
Diese markante Eiche befindet sich im südlichen Teil des Dieburger Forsts – dem sogenannten Mittelforst, der östlich der B45 zwischen Groß-Umstadt und Dieburg liegt. Das Naturdenkmal befindet sich auf der Gemarkung des Umstädter Ortsteiles Semd, liegt aber im südöstlichen Teil des zusammenhängenden Waldes in Richtung des Umstädter Ortsteiles Richen. Der Baum stand unweit von (übertägig nicht mehr sichtbaren) Resten einer villa rustica am Kuhlippsborn an einer ehemaligen Wegekreuzung. Am Standort der Eiche und wenige Meter südöstlich befinden sich die Reste zweier vorgeschichtlicher Hügelgräber. Der Baum liegt am „Hauptwanderweg 8“ des OWK „Darmstadt – Groß-Umstadt – Mömlingen“ (Zeichen: gelbes =).

## Beschreibung

### Geschichte
Der Einzelbaum
erhielt seinen Namen nach einem Forstwart des 19. Jahrhunderts, der in Semd ansässig war und dessen Namen seit etwa 1875 auf den Baum übertragen wurde. Er ist ein Relikt der Waldbeweidung, die nicht wie heute durch einen oft undurchdringlichen Wald gekennzeichnet, sondern durch planvolle Entnahme von Holz und vielen freien Flächen für die Tier- und Weidehaltung ausgezeichnet war.

### Dendrologie
Der Baum wurde aufgrund dendrologischer Untersuchungen auf ein Alter von ca. 470 Jahren geschätzt.
Durch die Fällung und Offenlegung der Jahresringe ließ sich das erreichte Alter relativ genau abschätzen, der Baum keimte also in der Mitte des 16. Jahrhunderts aus. Die breiten Jahresringe zeigen an, dass der Baum die ersten Jahre ohne störenden Bewuchs wachsen konnte. Auch kurz nach dem Höhepunkt der Kleinen Eiszeit wird der Abstand der Jahresringe wieder deutlich größer. 
Um 1760 wurden die Jahresringe ebenfalls wieder breiter, so dass der Baum vermutlich freier von Bewuchs war. Eine Verletzung am Stamm wurde auf etwa 1790 datiert. Nach 1800 werden die Jahresringe wieder dichter, was auf einen verstärkten Waldwuchs im Dieburger Forst hinweist; so dass durch die Konkurrenzsituation der Baum vermutlich mehr in die Höhe als in die Breite wuchs.
Seine Höhe betrug zu Beginn des 21. Jahrhunderts etwa 40 Meter und lag deutlich sichtbar weit über der übrigen Waldfläche. Sein Stammumfang war mit etwa 6,20 Meter angegeben. Von den mindestens drei Hauptkronen, die noch bis in die 1970er Jahre vorhanden waren, war Ende des Zwanzigsten Jahrhunderts nur noch eine Einzige erhalten, eine zweite mittig am abgebrochenen Hauptstamm noch sichtbar. Der Baum galt als absterbend. Tiefe Höhlungen am Abbruch des Hauptastes waren sichtbar.
Im Verzeichnis der „1898 inventarisierten Eichen und Buchen nach Abteilung für Forst- und Cameralverwaltung (1904)“ (Hessisches Baumbuch, Provinz Starkenburg S. 53) dagegen wird die „Die Gambs-Eiche im Mittelforst bei Dieburg“ (Baumnummer 33) noch als „lebend“ bezeichnet und mit Maßen von 5,26 Meter Umfang in Brusthöhe, einem Durchmesser von 1,67 Meter, einer Gesamthöhe 31 Metern und einem Alter von 400 Jahren angegeben.
Nachweislich 1922 wurde die Gambseiche, mit anderen Bäumen als „Rieseneichen“ bezeichnet, für weitere Dickenmessungen und Altersabschätzungen benutzt. Dabei wurden Vergleichsmessungen des Brusthöhendurchmessers aufgeführt, die zeigten, dass die Eiche 1902 einen Durchmesser von 1,68 Meter und 1921 von 1,74 aufwies, also zu Beginn des 20. Jahrhunderts pro Jahr noch immer mehr als 3 Millimeter an Dickenwachstum zulegte. Die Eiche ist bereits seit 1932 als Naturdenkmal im Kreis Dieburg ausgewiesen gewesen. 1959 wurde sie erneut als Naturdenkmal gekennzeichnet. Die Gambseiche wurde von Kindergruppen der umgebenden Dörfer oft als Anlaufpunkt bei Waldwanderungen benutzt.
Etwa drei Jahre nach der Notfällung wurde eine Informationstafel des Landkreises Darmstadt-Dieburg aufgestellt.

### Blitzschlag

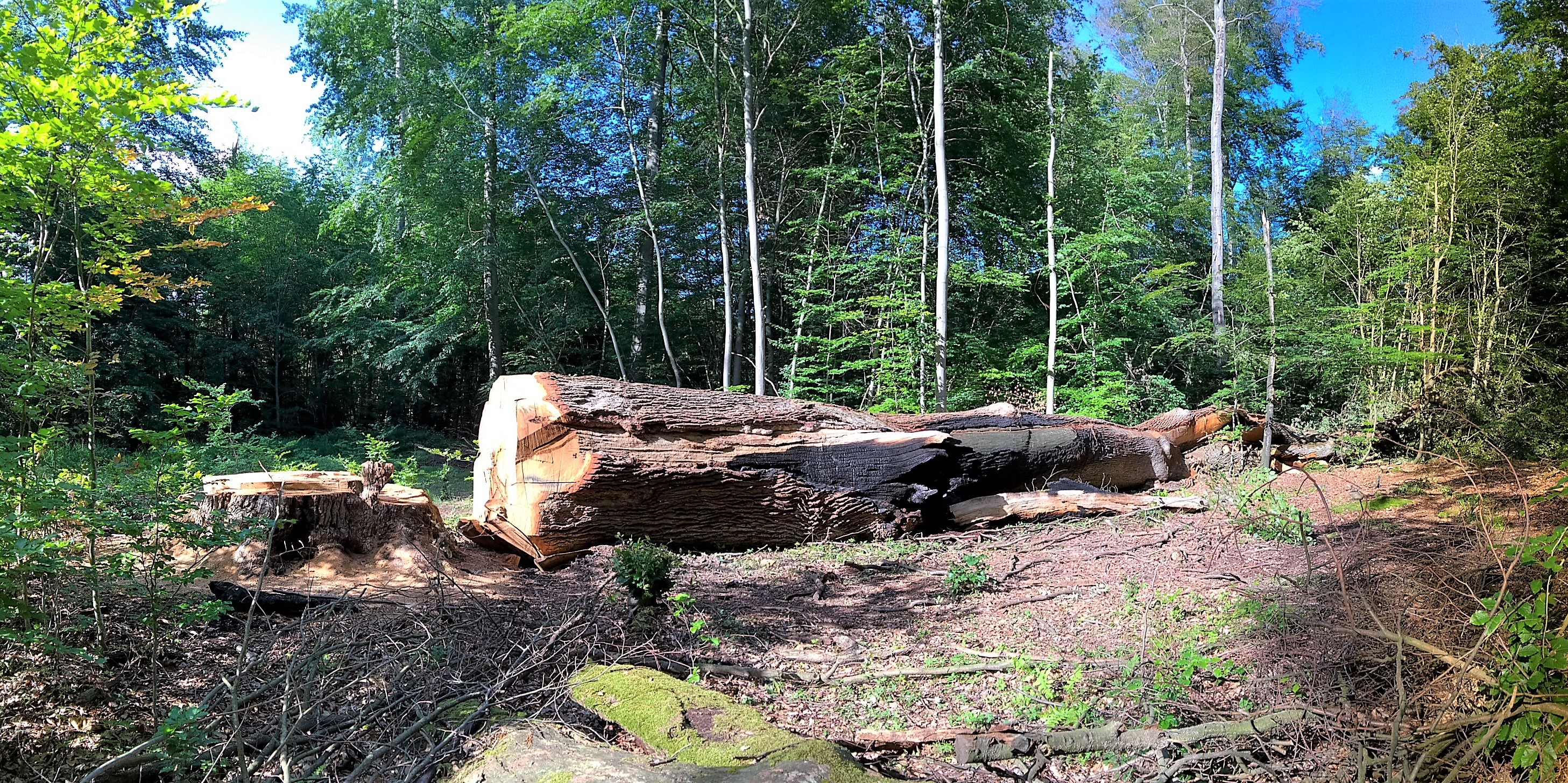
Die Gambseiche nach der Not-Fällung im Juni 2019. Deutlich die Größe des Baumes zu den anderen Bäumen, die nur wenige Meter im Hintergrund stehen.

Am 6. Juni 2019 war die Stieleiche durch Blitzeinschlag im mittleren Bereich des abgebrochenen Hauptastes während eines Gewitters in Brand geraten. Über den Kamineffekt und durch morsche Öffnungen und Höhlungen brannte der Baum trotz Löschversuchen der örtlichen Feuerwehren teilweise aus. In Absprache mit dem Leiter der Unteren Naturschutzbehörde, Matthias Kisling, gab dieser daraufhin die Fällung frei, die fast zwei Stunden in Anspruch nahm. Eiche und Brandherd konnten dann vollständig gelöscht werden. Die Gambseiche verbleibt nun als Totholz im Wald. Der Status als Naturdenkmal bleibt erhalten.

## Erwähnung in der Literatur
Die Gambseiche findet eine Erwähnung in einer regionalen und historischen Kriminalerzählung, dem Gassenspieß von Autor Thomas Fuhlbrügge.